# Türkiye Cumhuriyeti Devlet Demiryolları

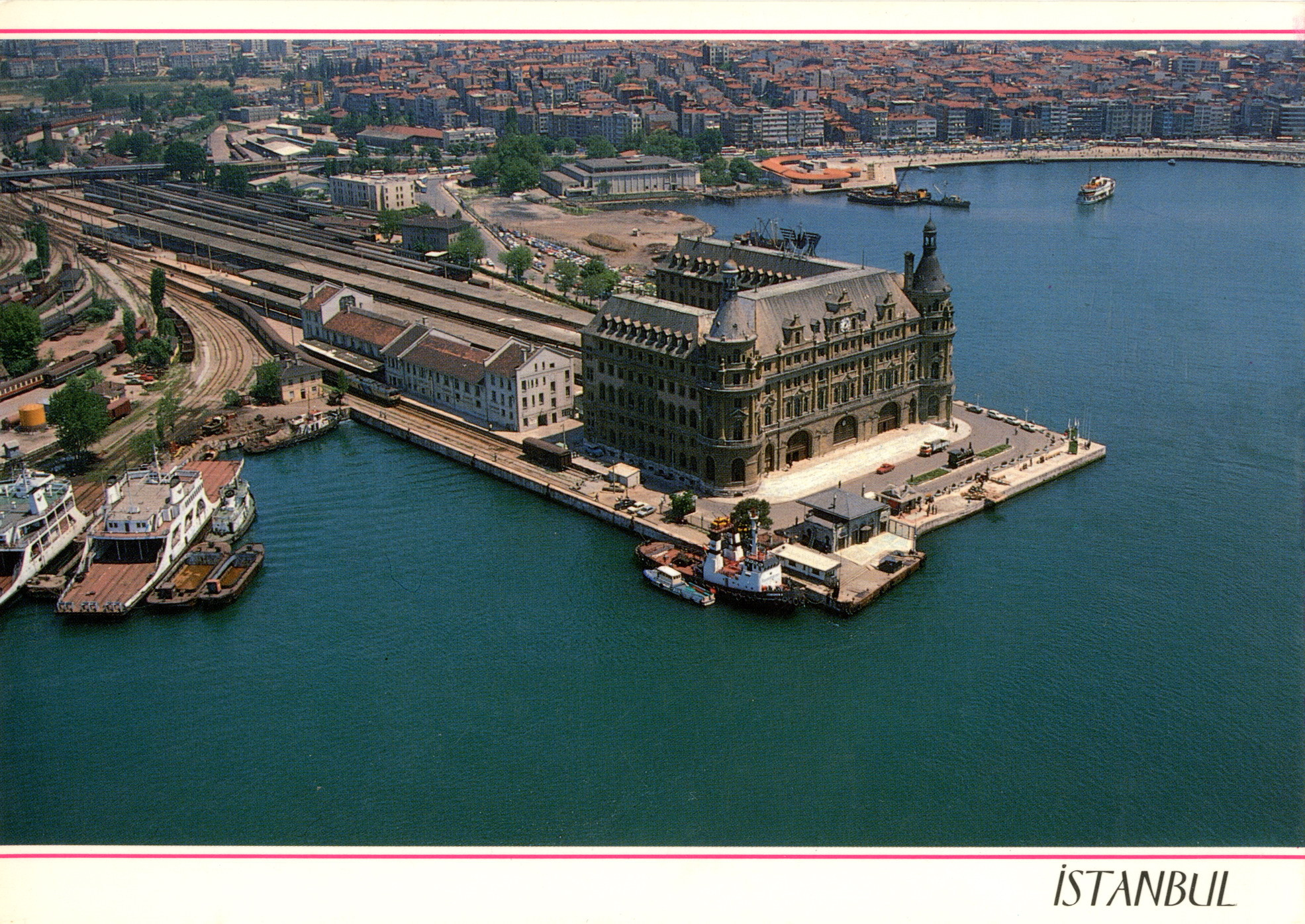
Estació de Ferrocarriles Haydarpaşa, İstanbul

La Türkiye Cumhuriyeti Devlet Demiryolları (en català, Ferrocarrils de l'Estat de la República de Turquia), abreujadament TCDD, és l'empresa estatal que opera el sistema ferroviari a Turquia. L'organització va ser fundada el 1927 per fer-se càrrec de l'operació dels ferrocarrils que quedaven dins de les fronteres de la República de Turquia després de la dissolució de l'Imperi Otomà, la xarxa ferroviària del qual havia estat gestionada i finançada per empreses privades. TCDD opera més de 10.991 quilòmetres de línies ferroviàries i és membre d'Interrail.